# Neoepistenia flavoscapus
Neoepistenia flavoscapus is een vliesvleugelig insect uit de familie Pteromalidae. De wetenschappelijke naam is voor het eerst geldig gepubliceerd in 1959 door Hedqvist.